# Ельдорадо (футбол)
Ельдорадо — період у колумбійському футболі, коли національний чемпіонат був одним з найсильніших у світі. Тривав п'ять років (1949—1953).

## Історія
1948 року в Колумбії була створена загальнонаціональна професіональна ліга. Вона отримала назву Ліга Демайор, що в перекладі означає Старший дивізіон. З наступного року керівники клубів почали запрошувати до складів своїх колективів відомих легіонерів і при цьому ігнорували правила ФІФА щодо виплати коштів за трансферні переходи колишнім командам. У великій мірі цьому спряв страйк футболістів в Аргентині, які вимагали збільшення заробітної плати. У такій ситуації багато аргентинських гравців погодилися виступати в колумбійських командах.
Міжнародна федерація футболу, через порушення клубами трансферних правил, позбавила членства Федерацію футболу Колумбії. Санкції були накладені і на збірну Колумбії, якій було заборонено брати участь у міжнародних турнірах.
Першим значним трансфером стала поява у складі столичного «Мільйонаріоса» 30-річного аргентинця Адольфо Педернери з «Рівер Плейта». Згодом до нього приєдналися співвітчизники Альфредо Ді Стефано, Хуліо Коцці, Нестор Россі, Уго Реєс, Антоніо Баес, уругваєць Рамон Вільяверде, парагваєць Хуліо Сезар Рамірес та інші.
Цей шлях обрали і інші команди ліги. Більшу частину складу «Депортіво Калі» складали аргентинські футболісти. Кольори «Депортіво Перейри» захищали кращі гравці з Парагваю. «Індепендьєнте Медельїн» зконцентрувався на перуанських футболістах, а «Універсидад» з Боготи — на косториканцях. По одному сезону відіграли за «Кукута Депортіво» чемпіони світу 1950 року Шуберт Гамбетта і Еусебіо Техера, всього у цій команді грало 12 уругвайців.
«Атлетіко Хуніор» запросив гравців збірної Бразилії Елено Де Фрейтаса і Тіма, віце-чемпіона світу 1938 року Белу Шароші і півзахисника ужгородського «Спартака» та італійського «Луккезе» Михая Урама. Ще один віце-чемпіона світу 1938 року Дьюла Женгеллер грав за «Депортіво Самаріос». У складі цієї команди виступали 10 колумбійців, 8 угорців, 2 югослава, австрієць, аргентинець, італієць і румун.
Син власника столичного клубу «Санта-Фе» навчався в Англії, і за його рекомендацією були запрошені гравці «Сток Сіті» Ніл Франклін, Джордж Маунтфорд і Чарлі Міттен з «Манчестер Юнайтед». Ще двоє «манкуніанців» — Генрі Кокберн і Джон Астон — відмовилися переїджати до Колумбії. «Мільйонаріос» також залучив до свого складу футболістів з Британських островів: Боббі Флавелла («Хартс» Единбург) і Біллі Хіггінса («Евертон» Ліверпуль). Запрошень було набагато більше, але британці остерігалися санкцій з боку власної федерації.
У чемпіонаті 1949 року на поле виходили 222 футболісти, у тому числі: 13 аргентинців, 8 перуанців, 5 уругвайців, по два чилійця, еквадорця і домініканця, а також іспанець. Через два сезони кількість легіонерів збільшилася до 320 футболістів. В основі найсильнішого клуба, «Мільйонаріоса», грав лише один колумбієць — Франсіско Сулуага. 1952 року «Блакитний балет» запросили на турнір присв'ячений 50-річчю мадридського «Реала». Команда з Боготи стала переможцем з трьома перемогами і двома нічиїми, у тому числі були сильнішими від ювілярів — 4:2 (дубль на рахунку Ді Стефано). Між цими командами відбулися ще чотири матчі, у Колумбії та Венесуелі: латиноамериканці здобули дві перемоги і два поєдинки завершилися внічию.
У тогочасному чемпіонаті Колумбії було втілено декілька прогресивних ідей. Вперше в світовому футболі командам дозволялося робити по дві заміни, вперше в Латинській Америці на футболках гравців були номери. На ігри запрошувалися арбітри з Англії і Іспанії.
1951 року був підписаний «Пакт Ліми», який врегульовував відносини з Міжнародною федерацією. Гравці мали повернутися у свої колишні команди безкоштовно до 15 жовтня 1954 року, або за них виплачувалася компенсація. Колумбійським клубам було заборонено до цього терміну продавати футболістів. Ця заборона поширювалася і на їх колишні команди.
Найбільш відомим гравцем епохи Ельдорадо є Альфредо Ді Стефано, який п'ять разів здобував Кубок європейських чемпіонів у складі мадридського «Реала» і двічі визнавався найкращим футболістом Європи.

## Турніри
Підсумкові міця клубів у чемпіонатах епохи Ельдорадо:
| Команда               | Місто       | Чемпіонат | Чемпіонат | Чемпіонат | Чемпіонат | Чемпіонат |
| Команда               | Місто       | 1949      | 1950      | 1951      | 1952      | 1953      |
| --------------------- | ----------- | --------- | --------- | --------- | --------- | --------- |
| «Депортес Кіндіо»     | Арменія     | —         | —         | 5         | 5         |           |
| «Атлетіко Хуніор»     | Барранкілья | —         | 9         | 8         | 6         | 10        |
| «Депортіво»           | Барранкілья | 13        | —         | —         | —         | —         |
| «Спортінг»            | Барранкілья | —         | 11        | 7         | 14        | 9         |
| «Мільйонаріос»        | Богота      |           |           |           |           |           |
| «Санта-Фе»            | Богота      |           | 8         | 6         | 9         | 4         |
| «Універсидад»         | Богота      | 6         | 12        | 17        | 10        | —         |
| «Атлетіко»            | Букараманга | 11        | 6         | 12        | 15        | 12        |
| «Америка»             | Калі        | 10        | 10        | 13        | 7         | —         |
| «Бока Хуніорс»        | Калі        | 8         | 7         |           |           |           |
| «Депортіво»           | Калі        |           |           | 4         | 4         | 6         |
| «Кукута Депортіво»    | Кукута      | —         | 5         |           | 8         | 5         |
| «Депортес Кальдас»    | Манісалес   | 4         |           | 10        | —         | —         |
| «Онсе Депортіво»      | Манісалес   | 9         | 16        | 10        | —         | —         |
| «Депортіво»           | Манісалес   | —         | —         | —         | 12        | —         |
| «Атлетіко Насьйональ» | Медельїн    | 7         | 15        | 15        | 13        | 7         |
| «Індепендьєнте»       | Медельїн    | 5         | 4         | 16        | —         | —         |
| «Уракан»              | Медельїн    | 12        | 14        | 18        | —         | —         |
| «Депортіво Перейра»   | Перейра     | 14        | 13        | 11        |           | 11        |
| «Уніон Магдалена»     | Санта-Марта | —         | —         | 14        | 11        | 8         |

1. 1951 року «Атлетіко Мунсіпаль» був перейменований на «Атлетіко Насьйональ».
2. 1952 року «Депортес Кальдас» і «Онсе Депортіво» об'єдналися в одну команду під назвою «Депортіво Манісалес».
3. 1953 року «Депортіво Самаріос» був перейменований на «Уніон Магдалена».

## Легіонери
Список відомих легіонерів Ліги Демайор (1949—1953) 
| Команда               | Місто       | Гравці-легіонери |
| --------------------- | ----------- | --- |
| «Депортес Кіндіо»     | Арменія     | |
| «Атлетіко Хуніор»     | Барранкілья | Тім, Елено Де Фрейтас (обидва — Бразилія), Ласло Секе, Імре Данко, Бела Шароші, Фернеш Ньєрш, Михай Урам (всі — Угорщина) |
| «Депортіво»           | Барранкілья | |
| «Спортінг»            | Барранкілья | Дельфін Бенітес (Парагвай), Рубі Серіоні (Аргентина) |
| «Мільйонаріос»        | Богота      | Адольфо Педернера, Альфредо Ді Стефано, Хуліо Коцці, Нестор Россі, Антоніо Баес, Рейнальдо Моурін, Уго Реєс, Маріо Фернандес (всі — Аргентина), Боббі Флавелл («Хартс» Шотландія), Рамон Вільяверде, Рауль Піні (обидва — Уругвай), Біллі Хіггінс («Евертон» Англія), Ісмаель Соріа (Перу), Хуліо Сезар Рамірес (Парагвай) |
| «Санта-Фе»            | Богота      | Ектор Ріал, Рене Понтоні, Герман Антон, Маріо Фернандес (всі — Аргентина), Ніл Франклін, Джордж Маунтфорд, Чарлі Міттен (всі — Англія) |
| «Універсидад»         | Богота      | Хесус Марія Лірес (Аргентина) |
| «Атлетіко»            | Букараманга | Арістобуло Деамброссі (Аргентина) |
| «Америка»             | Калі        | Рафаель Анхель Гарсія (Коста-Рика), Сесар Кастаньйо (Аргентина) |
| «Бока Хуніорс»        | Калі        | Атіліо Лопес, Франсіско Солано (обидва — Парагвай) |
| «Депортіво»           | Калі        | Валеріано Лопес (Перу), Каміло Сервіно (Аргентина) |
| «Кукута Депортіво»    | Кукута      | Шуберт Гамбетта, Еусебіо Техера, Антоніо Сакко, Бібіано Сапірайн, Рамон Вільяверде, Алсідес Манія, Хуан Тулік, Луїс Мілок, Хуліо Улісес Терра (всі — Уругвай) |
| «Депортес Кальдас»    | Манісалес   | Вітаутас Кріщунас (Литва) |
| «Онсе Депортіво»      | Манісалес   | |
| «Депортіво»           | Манісалес   | |
| «Атлетіко Насьйональ» | Медельїн    | |
| «Індепендьєнте»       | Медельїн    | Роберто Драго, Сегундо Кастільйо (обидва — Перу) |
| «Уракан»              | Медельїн    | |
| «Депортіво Перейра»   | Перейра     | Енріке Авалос, Касіміро Авалос, Марселіно Варгас, Сесар Фретас, Кармело Коломбо (всі — Парагвай), Луїджі Ді Франко (Італія) |
| «Уніон Магдалена»     | Санта-Марта | Дьюла Женгеллер (Угорщина), Їржи Ганке (Чехословаччина), Бруно Джерцеллі, Коррадо Контін, Алессандро Адам (всі — Італія), Рудольф Штріттіх (Австрія), Звонко Монсідер, Мілош Драголович (обидва — Югославія) |